# Depot von Bernartice u Milevska
Das Depot von Bernartice u Milevska (auch Hortfund von Bernartice u Milevska) ist ein Depotfund der frühbronzezeitlichen Aunjetitzer Kultur aus Bernartice u Milevska im Jihočeský kraj, Tschechien. Es datiert in die Zeit zwischen 1800 und 1600 v. Chr. Das Depot befindet sich heute im Museum Tábor.

## Fundgeschichte
Das Depot wurde 2008 mit einem Metalldetektor entdeckt. Die Fundstelle liegt etwa 1 km östlich der St.-Martinskirche in Bernartice und 200 m südlich eines Bachs am Südhang eines sanft ansteigenden Hügels.

## Zusammensetzung
Das Depot besteht aus 50 bronzenen Spangenbarren und einem Golddraht.